# Freddie Gibbs
Fredrick Tipton, dit Freddie Gibbs, est un rappeur américain, né le 28 juin 1982 à Gary, dans l'Indiana.

## Biographie
En 2004, Freddie Gibbs publie deux mixtapes, Full Metal Jackit: The Mixtape, volumes 1 et 2. En 2006, il signe sur le label Interscope Records, déménage à Los Angeles et enregistre un premier album. Mais un an plus tard, la direction du label change de main et le rappeur perd son contrat. Il retourne à Gary, sa ville d'origine, puis s'installe à Atlanta jusqu’à ce que le producteur Josh the Goon le convainque de retourner à Los Angeles et de persévérer. En 2009, Gibbs publie, en téléchargement gratuit, une mixtape, intitulée The Miseducation of Freddie Gibbs, qui est une compilation de titres non utilisés précédemment.
Le 18 février 2011, le rappeur annonce, via son site web, qu'avec Bun B, Chuck Inglish, Dan Auerbach et Chip tha Ripper, ils vont former un groupe, Pulled Over by the Cops (P.O.C.). Le 31 octobre 2011, il publie sa huitième mixtape, Cold Day in Hell, dans laquelle on retrouve Young Jeezy, Juicy J, Freeway et Dom Kennedy. Les productions sont assurées par J.U.S.T.I.C.E. League, Big K.R.I.T., Cardo, DJ Burn One, Speakerbomb, Block Beattaz et Beatnick & K-Salaam. Le 25 septembre 2012, Gibbs publie sa neuvième mixtape, Baby Face Killa, avec des featurings de Young Jeezy, Krayzie Bone, SpaceGhostPurrp, Dom Kennedy, Jadakiss, Kirko Bangz, Jay Rock et Curren$y, entre autres.
Le 27 mai 2013, Freddie Gibbs annonce la sortie de son premier album studio, ESGN, pour le 9 juillet 2013. L'opus est finalement publié trois semaines plus tôt, le 20 juin 2013. 
Fin 2013, deux titres du rappeur sont présents dans une radio du jeu vidéo Grand Theft Auto V incluant Still Livin' et Sellin' Dope (avec Mike Dean),. Le 17 janvier 2014, le rappeur indique avoir presque terminé son second album, Eastside Slim, et qu'il sortira dans l'année. Le 18 mars 2014, Gibbs publie, en collaboration avec le producteur Madlib, un album intitulé Piñata. Très bien accueilli par la critique, l'opus s'est classé à la 39e place du Billboard 200.
Son deuxième album studio, Shadow of a Doubt, est publié le 20 novembre 2015. Le 2 juin 2016, il est arrêté à Toulouse, à la suite de l'émission à son encontre par l'Autriche d'un mandat d'arrêt européen pour des faits présumés de viol datant de 2015. Le 23 juin suivant, la justice ordonne le transfert du rappeur américain vers l'Autriche. 
Le 30 septembre 2016, il est relaxé par la justice autrichienne au « bénéfice du doute », en l'absence de preuve venant étayer l'accusation.

## Influences
Gibbs cite Scarface, Tupac Shakur, DMX,  Jay-Z, Nas, Bone Thugs-N-Harmony, Geto Boys, UGK, Three 6 Mafia, OutKast, Raekwon, Eminem, Twista, Ice Cube, Noreaga et Ol' Dirty Bastard parmi les artistes qui l'ont influencé.

## Vie privée
Le 4 novembre 2014, deux hommes ont ouvert le feu sur Gibbs alors qu'il était assis dans une voiture après avoir donné un concert à Brooklyn. Le rappeur est sorti indemne tandis que deux hommes de son entourage ont été blessés.

## Discographie

### Albums studio
- 2013 : ESGN
- 2015 : Shadow of a Doubt
- 2017 : You Only Live 2wice
- 2018 : Freddie
- 2022 : $oul $old $eparately
- 2024 : You Only Die 1nce

### Albums collaboratifs
- 2014 : Piñata (avec Madlib)
- 2018 : Fetti (avec Curren$y et The Alchemist)
- 2019 : Bandana (avec Madlib)
- 2020 : Alfredo (avec The Alchemist)
- 2025 : Alfredo 2 (avec The Alchemist)

### EPs
- 2010 : Str8 Killa
- 2011 : Lord Giveth, Lord Taketh Away (avec Statik Selektah)
- 2011 : Thuggin' (avec Madlib)
- 2012 : Shame (avec Madlib)
- 2013 : Deeper (avec Madlib)
- 2014 : The Tonite Show EP (avec The Worlds Freshest)
- 2014 : Knicks (Remix) (avec Madlib)
- 2015 : Pronto

### Mixtapes
- 2004 : Full Metal Jackit: The Mixtape [Vol. 1]
- 2004 : Full Metal Jackit: The Mixtape [Vol. 2]
- 2007 : Live from Gary, Indiana [Part 1]
- 2007 : Live from Gary, Indiana [Part 2]
- 2009 : The Miseducation of Freddie Gibbs
- 2009 : midwestgangstaboxframecadillacmuzik
- 2010 : Str8 Killa No Filla
- 2011 : Cold Day in Hell
- 2012 : Baby Face Killa

## Filmographie
- 2019 : 'A True Crime (court métrage) de Marques Green : Clay
- 2021 : Down with the King de Diego Ongaro : Mercury Maxwell, dit « Money Merc »
- 2022- : Power Book IV: Force de Courteney A. Kemp : Cousin Buddy